# Le Chapelet rouge
Le Chapelet rouge est un roman policier de Maurice Leblanc, publié, pour la première fois, en un volume in-12, chez Laffite, en juillet 1934.
C'est une reprise du roman donné en feuilleton dans La Volonté, entre le 21 novembre 1932 et le 31 décembre 1932, sous le titre Les Clefs mystérieuses.
Il a été réédité en 1934, dans la collection Le Point d'interrogation, sous le numéro 38.

## Annonce
Annoncé dans Le Grand Écho du Nord de la France, le 16 janvier 1937, comme « une nouvelle incarnation d'Arsène Lupin », le roman est présenté ainsi :
« Un crime a été commis, dans de telles circonstances, que les plus fins limiers abandonnent tout espoir d'apporter à la justice la moindre lumière !

On interroge les domestiques. Leur déposition embrouille encore les raisonnements par lesquels on pouvait essayer de se faire une opinion.

Est-ce encore un coup d'Arsène Lupin ? Maurice Leblanc qui connaît bien son héros favori, vous aidera bientôt à découvrir le vrai coupable, dans cette affaire étrange et mystérieuse qui vous passionnera... »

## Adaptation
- 1935 : L'Homme dans l'ombre, pièce en trois actes de Pierre Palau et Maurice Leblanc, d'après Le Chapelet rouge de Maurice Leblanc, mise en scène Marcel Nancey, au théâtre des Deux-Masques. Paru dans Lecture pour tous de mars à juin 1936[5].